# Tunnel Alte Burg
Der Tunnel Alte Burg ist mit 874 m Länge der kürzeste Straßentunnel der Tunnelkette, welche den Kamm des Thüringer Waldes quert. Weitere Tunnel der Kette sind der Rennsteigtunnel, Tunnel Hochwald und Tunnel Berg Bock.
Als Teil der Bundesautobahn 71, zwischen den Anschlussstellen Gräfenroda und Oberhof liegend, unterquert der Tunnel Alte Burg südwestlich von Geschwenda den Höhenrücken Alte Burg. Das Westportal endet direkt vor der Talbrücke Schwarzbachtal, danach folgen Richtung Süden unmittelbar die Talbrücke Wilde Gera und der Rennsteigtunnel. Direkt vor den Tunnelportalen steht in jeder Fahrtrichtung eine Abstandsmessanlage. Der Tunnel hat in Richtung Norden ein Gefälle von konstant 2,5 %. Der Baubeginn war 1998 und ein Jahr später Tunneldurchschlag. Der Innenausbau wurde nach Abschluss der Erdtransporte durchgeführt und 2002 beendet. Tunnelpatin war die ehemalige Familienministerin Claudia Nolte. Die Gesamtkosten des Tunnels betrugen ungefähr 27,5 Millionen Euro, womit er bei 15.900 Euro je Laufmeter Röhre der teuerste der vier Tunnel war.

## Konstruktion
Die nördliche Röhre hat eine Länge von 874 m und die südliche Röhre von 866 m. Der Abstand zwischen den Röhren beträgt etwa 25 m. Jede Röhre hat eine Lichtraumhöhe von 4,5 m und eine Lichtraumbreite von 9,5 m, die sich aufgliedert in zwei 3,5 m breite Fahrstreifen, Randstreifen von 0,25 m und beidseitige Notgehwege von 1,0 m Breite. Die Richtungsfahrbahnen sind durch zwei Querstollen im Abstand von 350 m miteinander verbunden. Der Tunnelbau erfolgte mit bergmännischen Sprengvortrieb und Spritzbetonausbau nach der  neuen österreichischen Tunnelbauweise. Die Röhren wurden von den östlichen Portalen aus parallel aufgefahren. Die Regelquerschnittsfläche beträgt 80,5 m². 160.000 m³ Ausbruchmaterial fielen an und wurden in den anschließenden Streckenabschnitten eingebaut. Die Belüftung der Röhren erfolgt in Längsrichtung durch Strahlventilatoren, acht Stück in der Nordröhre und zwölf Stück in der Südröhre.

## Besonderheit
130 Meter vor dem Durchschlag wurde beim Tunnelvortrieb ein alter unbekannter verfüllter Bergwerksstollen, vermutlich für Manganabbau, angefahren. Dies führte zu einem Einbruch von 2000 Kubikmeter Schlamm. Die Störzone musste aufwändig im Schutze eines Rohrschirmes durchfahren werden.